# Navid Dayyani
Navid Fløe Dayyani (født 17. februar 1987) er en Dansk forretningsmand og tidligere fodboldspiller, som spillede for AGF i den danske Superliga. Han blev født af en Iran far og en dansk mor.
Dayyani måtte stoppe sin lovende karriere i 2007 på grund af sin knæskade.